# Orcenico Superiore
Orcenico Superiore is een plaats (frazione) in de Italiaanse gemeente Zoppola.